# Edaphus caballero
Edaphus caballero – gatunek chrząszcza z rodziny kusakowatych i podrodziny kiepurków.
Gatunek ten został opisany w 2007 roku przez Volkera Puthza, który jako lokalizację typową wskazał panamską Gativę.
Ciało długości od 1,5 do 1,9 mm, błyszczące, niepunktowane, kasztanowe z brązową nasadą czułków oraz żółtawobrązowymi odnóżami, głaszczkami szczękowymi i buławką czułków. Samce mają czułki zbudowane podobnie do E. hidalgo, jednak dziewiąty człon jest równy długością i szerokością dziesiątemu. Edeagus samca przypomina natomiast ten u E. kapac, a paremery mają szeroką część wierzchołkową, opatrzoną wewnętrzną apofizą.
Chrząszcz neotropikalny, znany wyłącznie z Panamy.